# Marco Agostini
Marco Agostini (Breno, 1968) è un ex mezzofondista e fondista di corsa in montagna italiano.

## Biografia
Ha partecipato ai Mondiali di corsa in montagna del 2003, piazzandosi in trentatreesima posizione e vincendo la medaglia d'oro a squadre.
I suoi fratelli Paolo ed Andrea e sua moglie Cristina Scolari hanno tutti a loro volta partecipato a delle edizioni dei Mondiali e degli Europei di corsa in montagna; suo figlio Francesco è a sua volta un mezzofondista e fondista di livello nazionale, con anche diverse convocazioni nelle nazionali giovanili italiane. L'Atletica Valle Camonica, società camuna in cui sia lui che i fratelli che il figlio hanno iniziato a praticare atletica, è stata fondata da Innocente Agostini, padre di Marco, Paolo ed Andrea; Marco ne è anche diventato dirigente.
Dopo il ritiro è diventato allenatore.

## Palmarès
| Anno | Manifestazione                | Sede     | Evento          | Risultato | Prestazione | Note |
| ---- | ----------------------------- | -------- | --------------- | --------- | ----------- | ---- |
| 2003 | Mondiali di corsa in montagna | Girdwood | Uomini seniores | 33º       |             |      |
| 2003 | Mondiali di corsa in montagna | Girdwood | A squadre       | Oro       | 24 p.       |      |

## Campionati nazionali
2003
- Oro ai campionati italiani di corsa in montagna a staffetta[5] (in squadra con De Gasperi e Manzi)

2004
- 5º ai campionati italiani di corsa in montagna
- Argento ai campionati italiani di corsa in montagna a staffetta (in squadra con Rinaldi e Rinaldi)

2005
- 6º ai campionati italiani di corsa in montagna - 58'28"[6]

2006
- 11º ai campionati italiani di corsa in montagna

2012
- 36º ai campionati italiani di corsa campestre - 33'50"

## Altre competizioni internazionali
1995
- Oro al Trofeo Vanoni ( Morbegno), gara a staffetta (in squadra con Battista Lizzoli e Lucio Fregona)

1999
- Oro al Trofeo Vanoni ( Morbegno), gara a staffetta (in squadra con Davide Milesi e Lucio Fregona)

2000
- Oro al Trofeo Vanoni ( Morbegno), gara a staffetta (in squadra con Simone Lenzi e Lucio Fregona)

2002
- 11º nella classifica generale della Coppa del mondo di corsa in montagna
- Oro al Trofeo Vanoni ( Morbegno), gara a staffetta (in squadra con Davide Milesi e Lucio Fregona)
- Oro al Trofeo Jack Canali ( Albavilla) - 37'30"[7]

2003
- Bronzo alla Stralivigno ( Livigno), 22 km - 1h15'39"

2004
- Oro al Trofeo Vanoni ( Morbegno), gara a staffetta (in squadra con Marco De Gasperi ed Emanuele Manzi)
- Argento a La Ciaspolada ( Fondo) - 29'35"[8]

2005
- 4º a La Ciaspolada ( Fondo)[9]

2006
- 8º alla Stralivigno ( Livigno), mezza maratona - 1h19'30"
- Oro al Trofeo Vanoni ( Morbegno), gara a staffetta (in squadra con Marco De Gasperi ed Emanuele Manzi)
- Bronzo a La Ciaspolada ( Fondo)

2007
- 4º al Trofeo Vanoni ( Morbegno), gara a staffetta[10] - 1h33'06" (in squadra con Dario Fracassi e Lucio Fregona)

2008
- Bronzo a La Ciaspolada ( Fondo)

2009
- 28º al Trofeo Vanoni ( Morbegno) - 32'13"